# Slaget vid Kap Sankt Vincent (1797)
Slaget vid Kap Sankt Vincent den 14 februari 1797 var ett av de första slagen i anglo-spanska kriget (1796-1808). En brittisk flotta under John Jervis besegrade en större spansk flotta under José de Córdoba nära Kap Sankt Vincent i Portugal.

## Bakgrund
Den spanska krigsförklaringen mot Storbritannien och Portugal i oktober 1796 gjorde den brittiska positionen i Medelhavet ohållbar. Den kombinerade fransk-spanska flottan, bestående av 38 linjeskepp, var betydligt starkare än de den brittiska medelhavsflottan, bestående av 15 linjeskepp. Detta tvingade britterna att överge sina positioner vid Korsika och Elba.
Tidigt under 1797 låg den spanska flottan, bestående av 27 linjeskepp, som skulle förenas med den franska flottan vid Brest, vid Cartagena i Medelhavet med intentionen att segla som eskort till en konvoj med 57 handelsskepp som var på väg till Cádiz. Don José de Córdoba och den spanska flottan lämnade Cartagena den 1 februari och kunde ha nått Cádiz utan problem, om det inte varit för en kraftig Levante, en ostlig vind, som blåste mellan Gibraltar och Cádiz, och som tryckte den spanska flottan längre ut på Atlanten än vad som var avsett. Då vinden mojnade började flottan segla tillbaka mot Cádiz.
Under tiden hade den brittiska medelhavsflottan under John Jervis avseglat från Tagus med 10 linjeskepp för att försöka genskjuta spanjorerna. Den 6 februari fick Jervis sällskap vid Kap Sankt Vincent av fem linjeskepp från kanalflottan under befäl av konteramiral William Parker.
Den 11 februari kunde den brittiska fregatten Minerve under befäl av Horatio Nelson passera genom den spanska flottan obemärkt tack vare tjock dimma. Nelson nådde den brittiska flottans 15 skepp utanför Spanien den 13 februari och meddelade den spanska flottans position till Jervis. Ovetande om den spanska flottans storlek (Nelson hade inte kunnat räkna dem i dimman) seglade Jervis division omedelbart för att genskjuta spanjorerna.

## Slaget
Vid gryningen den 14 februari var Jervis i position för att engagera spanjorerna och vice versa. Det var vid denna tidpunkt som Jervis upptäckte att han var utnumrerad nästan två mot en. Det hade varit svårt att bryta sig ur och Jervis kom också fram till att situationen skulle bli värre om den spanska flottan kunde ansluta sig till den franska så han bestämde sig för att fortsätta.
Till britternas fördel var den spanska flottan delad i två grupper och var inte förberedda för strid, medan britterna redan hade bildat en linje. Jervis beordrade den brittiska flottan att segla mellan de båda grupperna, vilket minimerade elden han kunde bli utsatt för och gjorde så att de kunde skjuta åt båda hållen samtidigt. När de seglade mellan grupperna lyckades den större av de spanska grupperna att segla iväg åt nästan motsatt håll mot britterna och den mindre av grupperna var också i en position att göra detta. Jervis beordrade sin linje att vända och segla efter den större gruppen innan den kom undan och kunde segla till Cádiz.
Nelson hade återvänt till hans eget skepp Captain och befann sig nu i kön på den brittiska linjen, mycket närmare den större gruppen. Han drog slutsatsen att manövern inte kunde genomföras så att britterna kunde nå dem. Nelson bortsåg från ordern att engagera den mindre gruppen medan de svängde, bröt han formationen innan han nådde den punkten vilket lät honom komma ifatt den större spanska gruppen snabbare. Detta placerade honom tvärsöver fronten på den spanska linjen.
Jervis, som såg vad som hände med Captain, beordrade det sista skeppet i sin linje, Excellent, att genomföra samma manöver. Under tiden hade fronten på den brittiska linjen slutfört sin manöver och kom nu inom skotthåll bakom den spanska linjen.
Captain var nu under beskjutning från så många som sex spanska skepp, av vilka tre var 112-kanoners tredäckare och ett fjärde Cordóbas flagskepp Santísima Trinidad. Captain hade snart förlorat så mycket av sin rigg att hon inte längre var manövrerbar. På grund av detta förflyttade Nelson sig tillräckligt nära den spanska 80-kanoners San Nicolás för att borda henne. Under tiden hade kapten Collingwood på Excellent engagerat 112-kanoners skeppet San José, vilket gjorde att hon kom så nära San Nicolás att Nelson kunde låta sin bordningsstyrka passera det första skeppet till det andra. Båda skeppen erövrades. Denna manöver var så ovanlig och beundrad att den blev känd som "Nelsons patentbro för att borda fientliga fartyg."

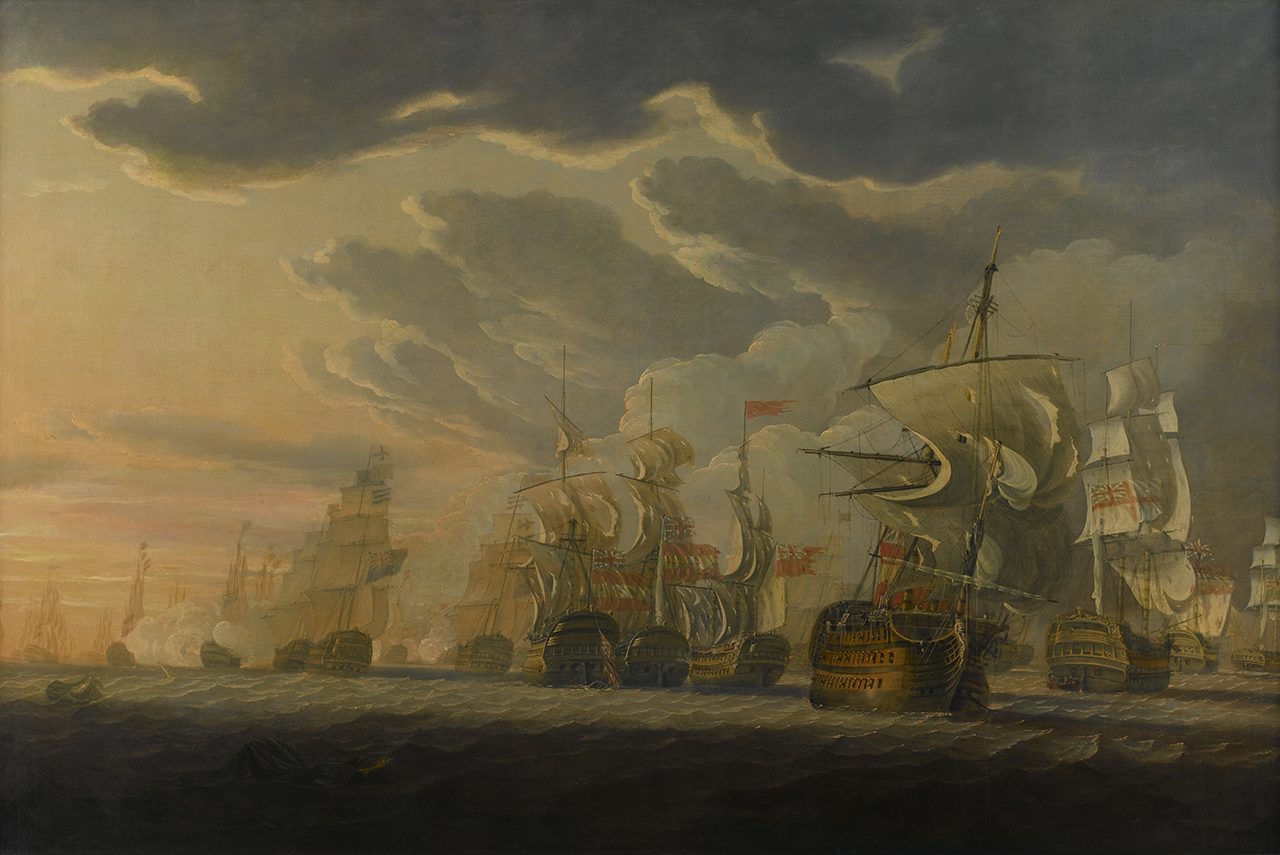
Slaget vid Kap Sankt Vincent, 14 februari 1797, av Robert Cleveley, målad 1798. Visar slutet av slaget med det erövrade spanska skeppet Salvador del Mundo i förgrunden till höger.

Amiral Morenos grupp förenade de överlevande från Cordobas grupp och seglade för att hjälpa de utsatta spanska skeppen. Jervis signalerade då reträtt och han såg till att hans skadade och erövrade skepp var utom räckhåll från de nyanlända spanska skeppen. Följande dag var flottorna fortfarande inom synhåll från varandra men ingen av dem bedömde sig vara tillräckligt starka för att fortsätta striden.
Det största brittiska åstadkommandet var att den spanska flottan tvingades stanna i hamn de följande två åren vilket förhindrade de franska planerna på en invasion av England. De flesta i den spanska besättningen var inte professionella sjömän och britterna segrade egentligen över 16 linjeskepp då de koncentrerade sig på Cordobas grupp och inom den gruppen blev bara 6 skepp engagerade av britterna och aldrig en mot en, utom när Nelsons Captain dök upp framför Cordobas grupp i början av striden.
Jervis gick ombord på Irresistible, dit Nelson hade gått då Captain inte längre var operativ, och berömde Nelson för att ha brutit mot hans order. Hade den spanska flottan varit lika välbemannad och vältränad som den brittiska hade hans manöver troligtvis vara rena självmordet. Som det nu var, var Nelsons snabba tänkande central för framgången i slaget.

## Efterspel
Jervis hade gett ordern att förstöra de fyra erövrade skeppen om striderna hade återupptagits. Flera dagar senare upptäckte fregatten Terpsichore den skadade Santísima Trinidad på väg tillbaka till Spanien. Terpsichore anföll men höll sig hela tiden utom räckhåll för de aktre kanonerna varje gång Santísima Trinidad gjorde utfall mot den engelska fregatten. Terpsichore träffades ändå av de kanonerna fler än två gånger efter plötsliga manövrar, vilket resulterade i att hennes rigg, mast och segel skadades liksom några mindre skador i skrovet. Kaptenen Richard Bowen beordrade då att förföljande skulle fortsätta på ett längre avstånd tills de inte längre var inom synhåll.
De brittiska förlusterna var 73 döda, 227 allvarligt sårade, omkring 100 lätt sårade. De spanska förlusterna var omkring 1 000 döda eller sårade. 
Jervis upphöjdes till earl St. Vincent. Nelson adlades som en medlem av Order of the Bath och befordrades till konteramiral. Córdoba avskedades från den spanska flottan och tilläts inte längre deltaga i hovlivet.
Efter att ha demonstrerat att den spanska flottan inte var någon match för hans egen, satte Jervis igång en blockad av den spanska flottan vid Cádiz. Han skickade Nelson för att försöka inta den spanska kuststaden. Men Nelson misslyckades och slogs tillbaka av stadsbatterierna.
Blockaden fortsatte de följande tre åren och förhindrade de flesta spanska flottoperationer fram till freden i Amiens 1802.
Inneslutandet av det spanska hotet och stärkandet av hans makt innebar att Jervis kunde skicka en skvadron under Nelson tillbaka till medelhavet följande år. Denna skvadron återetablerade den brittiska dominansen av medelhavet efter slaget vid Nilen.

## Brittiska flottan
Amiral sir John Jervis var ombord på sitt flaggskepp Victory. De brittiska skeppen är listade i den ordning de hade i slaglinjen. Många av de brittiska sårade var allvarlig sårade och dog senare. Omkring 100 var lätt sårade.
- Culloden, 74 (kapten Thomas Troubridge) - Skadad, 10 dödade, 47 sårade
- Blenheim, 90 (kapten Thomas Lenox Frederick) - Skadad, 12 dödade, 49 sårade
- Prince George (konteramiral William Parker, kapten John Irwin) - 8 dödade, 7 sårade
- Orion, 74 (kapten James Saumarez) - 9 sårade
- Colossus, 74 (kapten George Murray) - 5 sårade
- Irresistible, 74 (kapten George Martin) - 5 dödade, 14 sårade
- Victory, 100 (amiral sir John Jervis, kaptener Robert Calder and George Grey) - 1 dödad, 5 sårade
- Egmont, 74 (kapten John Sutton)
- Goliath, (kapten Charles H. Knowles) - 8 sårade
- Barfleur, 98 (viceamiral William Waldegrave, kapten James Richard Dacres) - 7 sårade
- Britannia, 100 (viceamiral Charles Thompson, kapten Thomas Foley) - 1 sårad
- Namur, 90 (kapten James Hawkins Whitshed) - 2 dödade, 5 sårade
- Captain, 74 (kommendör Horatio Nelson, kapten Ralph Willett Miller) - Allvarligt skadad, 24 dödade, 56 sårade
- Diadem, 64 (kapten George Henry Towry) - 2 sårade
- Excellent, 74 (kapten Cuthbert Collingwood) - 11 dödade, 12 sårade

Fregatter etc.
- Minerve, 38 (kapten George Cockburn)
- Lively, 32 (kapten Lord Garlies)
- Niger, 32 (kapten Edward James Foote)
- Southampton, 32 (kapten James Macnamara)
- Bonne-Citoyenne, 20 (kommendör Charles Lindsay)
- Raven (slup), 18 (kommendör William Prowse)
- Fox (kutter), 10 (löjtnant John Gibson)

## Spanska flottan
Under befäl av José de Córdoba på hans flaggskepp Santísima Trinidad. De spanska skeppen är inte listade i någon särskild ordning.
- Santísima Trinidad, 130, amiral José de Córdobas flaggskepp - Allvarligt skadad, fler än 200 döda och sårade
- Purísima Concepción, 112, amiral Morales de los Ríos flaggskepp
- Conde de Regla, 112,
- Mexicano, 112, amiral P. De Cárdenas flaggskepp
- Principe de Asturias, 112, amiral J. Morenos flaggskepp; kapten A. De Escaño
- Salvador del Mundo, 112, kapten D. A. Yepes - Erövrad, 42 dödade, 124 sårade
- San José, 112, flag of Admiral F. J. Winthuysen - Erövrad, 46 dödade, 96 sårade
- San Nicolás, 74, kapten T. Geraldino - Erövrad, 144 dödade, 59 sårade
- Atlante, 74, kapten G. Vallejo
- Conquistador, 74, kapten J. Butler
- Firme, 74, kapten B. Ayala
- Glorioso, 74,
- Oriente, 74, kapten J. Suárez
- Infante Pelayo, 74, kapten C. Valdés
- San Antonio, 74, kapten S. Medina
- San Domingo, 74, kapten M. De Torres
- San Fermín, 74, kapten J. De Torres
- San Francisco de Paula, 74, kapten J. De Guimbarda
- San Genaro, 74, kapten A. de Villavicencio
- San Ildefonso, 74, kapten R. Maestre
- San Juan Nepomuceno, 74, kapten A. Boneo
- San Pablo, 74, kapten B. de Cisneros
- San Isidro, 74, kapten T. Argumosa - Erövrad, 29 dödade, 63 sårade
- Soberano, 74, kapten J. V. Yáñez

Fregatter etc.
- Ceres, 34
- Atocha, 34
- Diana, 34
- Matilda, 34
- Mercedes, 34
- Perla, 34
- Santa Brigida, 34